# Kim H. Veltman
Kim Henry Veltman (5 de septiembre de 1948-1 de abril de 2020) fue un historiador de ciencia y arte holandés/canadiense, director del Instituto Virtual Maastricht McLuhan (VMMI), consultor y autor, conocido por sus contribuciones en los campos de "perspectiva lineal y las dimensiones visuales de la ciencia y el arte," nuevos medios, cultura y sociedad.

## Biografía
Nacido en Workum en Frisia, Veltman emigró con su familia en 1951, donde obtuvo la nacionalidad canadiense. Veltman obtuvo su licenciatura en historia en la Universidad de York en Toronto en 1969, donde en 1970 también obtuvo su maestría en historia del renacimiento. En 1975 recibió su doctorado en historia y filosofía de la ciencia en el Instituto Warburg de Londres, donde recibió educación de BAR Carter, Alistair Cameron Crombie, Ernst Gombrich, AI Sabra y Charles B. Schmitt.
Después de su graduación y algunos años en investigación y en la industria como becario postdoctoral, comenzó como Profesor Asistente y Becario de Investigación de Canadá en la Universidad de Toronto en 1984. De 1990 a 1995 fue director de la Unidad de Perspectiva del Programa McLuhan en la Facultad de Educación de la Universidad de Toronto. En 1998 se mudó a Maastricht, donde se convirtió en director del Instituto Maastricht McLuhan. Desde 2006 es Director Científico del Instituto Virtual Maastricht McLuhan. A lo largo de los años ha sido profesor visitante en la Universidad de Gotinga en 1983-84; en la Universidad de Siena en 1990; en la Universidad Sapienza de Roma en 1992; en la Università di Roma II en 1995; y en la Universidad de Carleton en 1994-1996.
En julio de 2017, fue orador principal en la Conferencia EVA Londres 2017.

## Muerte
Veltman murió de COVID-19 causado por el virus del SARS-CoV-2 durante la pandemia de enfermedad por coronavirus de 2020.

## Trabajo

### Estudios sobre Leonardo da Vinci I,1986
En su libro de 1986 "Estudios sobre Leonardo da Vinci I: Perspectiva lineal y las dimensiones visuales de la ciencia y el arte", Veltman hizo una nueva evaluación del trabajo de Leonardo da Vinci al enfocarse en "lo visual de Leonardo en lugar de sus declaraciones verbales".

### Instituto Virtual Maastricht McLuhan
El Instituto Virtual Maastricht McLuhan (VMMI) es un instituto para nuevos medios, llamado así por Marshall McLuhan. El instituto fue fundado en 1998 como Maastricht McLuhan Institute, y renombrado en 2004. 
El instituto explora los "efectos históricos de los nuevos medios sobre el trivium (gramática, lógica y retórica) y el quadrivium (geometría, astronomía, aritmética y música) - o las artes y las ciencias - y las implicaciones para esos efectos sobre el conocimiento y la cultura en ese momento y de hoy. VMMI propone continuar estas exploraciones, con un nuevo enfoque: Organización del Conocimiento e Informática Cultural".

## Publicaciones seleccionadas[11]
- Veltman, Kim H.; Keele, Kenneth David (1986), Studies on Leonardo da Vinci I: Linear perspective and the visual dimensions of science and art, 1., Munich: Deutscher Kunstverlag, ISBN 978-3422007734.
- Veltman, Kim H. (2006), Understanding new media: augmented knowledge & culture, University of Calgary Press, ISBN 978-1552381540.
- Veltman, Kim H (1986), Perspective, anamorphosis and vision, Marburger Jahrbuch für Kunstwissenschaft, consultado el 7 de septiembre de 2015.
- Kim H. Veltman (1997). «Frontiers in Electronic Media» (en inglés). Interactions Journal of the ACM. Archivado desde el original el 3 de marzo de 2016. Consultado el 7 de septiembre de 2015.
- Veltman, Kim H. (2001), «Syntactic and semantic interoperability: new approaches to knowledge and the semantic web», New Review of Information Networking 7: 159-183, doi:10.1080/13614570109516975, consultado el 7 de septiembre de 2015.
- Veltman, Kim H. (2006), «Towards a semantic web for culture», Journal of Digital Information 4.4, consultado el 7 de septiembre de 2015.